# 宿利重一
宿利重一（しゅくり しげかず、または、しゅくり しげいち、1887年 - 1948年）、別号冬湖学人とは、明治・大正・昭和期の伝記作家である。

## 来歴
1887年（明治20年）大分県に生まれる。
中学生の時に授業中の暴発事故によって両手の指を失う。
後に作家になった後、執筆の際には両手首をハンカチでくるみ、ペンをはさんで筆記するなど、執筆活動には相当苦労したという。
1911年頃から冬湖學人の号で、創刊後間もない大日本雄弁会講談社の月刊雑誌『雄弁』に寄稿し、1913年には『大将夫人乃木静子』を発表した。
1914年、平塚らいてうの青鞜社のメンバーだった橋爪梅子と結婚し、東京府北豊島郡巣鴨町また杉並区高円寺に住んだ（1935年に離婚）。

## 執筆分野
主に日露戦争に関する伝記小説を中心に執筆していた。
特に大日本帝國陸軍・乃木希典陸軍大将に関する書籍を発表している。
また、一般的には単なる一専業主婦に過ぎない希典の妻である乃木静子の視点から見た小説を執筆をした数少ない作家の1人である。
宿利が今日に伝わる乃木伝説を広める先駆け的人物であることは必須の事実であり、彼の書籍は以降、乃木希典およびその関連人物に関する書籍を執筆することになる多くの作家・研究家の参考文献および教科書的役割を担っている。